# Nógrád vármegye turisztikai látnivalóinak listája

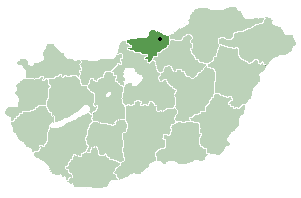
Nógrád vármegye

Ez a lista Nógrád vármegye ismert turisztikai látnivalóit tartalmazza (műemlékek, természeti értékek, programok).
Lásd még:
- Nógrád vármegyei múzeumok listája
- Nógrád vármegye műemlékeinek listája
- Nógrád vármegyei kulturális programok listája

## Salgótarján
- Somoskői vár
- Salgói várrom

## Balassagyarmat

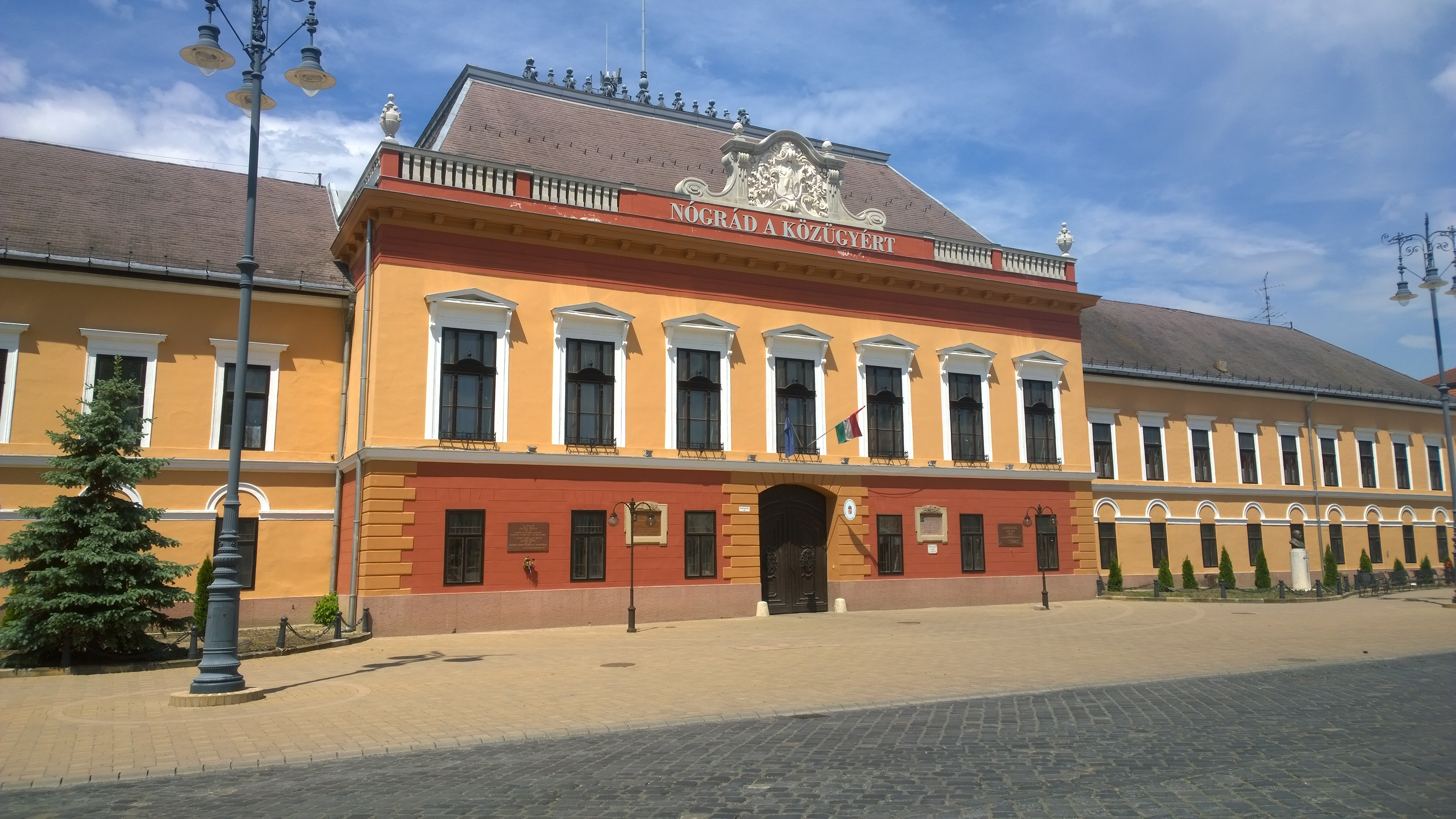
Balassagyarmat Vármegyeháza

- Vármegyeháza (klasszicista) – műemlék
- Palóc Múzeum és Palóc liget
- Civitas Fortissima Múzeum
- Nyírjesi Füvészkert és Vadaspark

## Bátonyterenye
- Szent István király templom (Maconka) (román stílusú)
- Gyürky–Solymossy-kastély és kastélypark (Kisterenye)

## Pásztó
- Műemléki városközpont
- Katolikus templom
- Cisztercita kolostor és romkert
- Pásztói-víztározó
- Cserteri vár

## Szécsény
- Várnegyed
- Forgách-kastély
- Ferences kolostor

## Hollókő
Az ófalu és a hollókői vár – a világörökség része

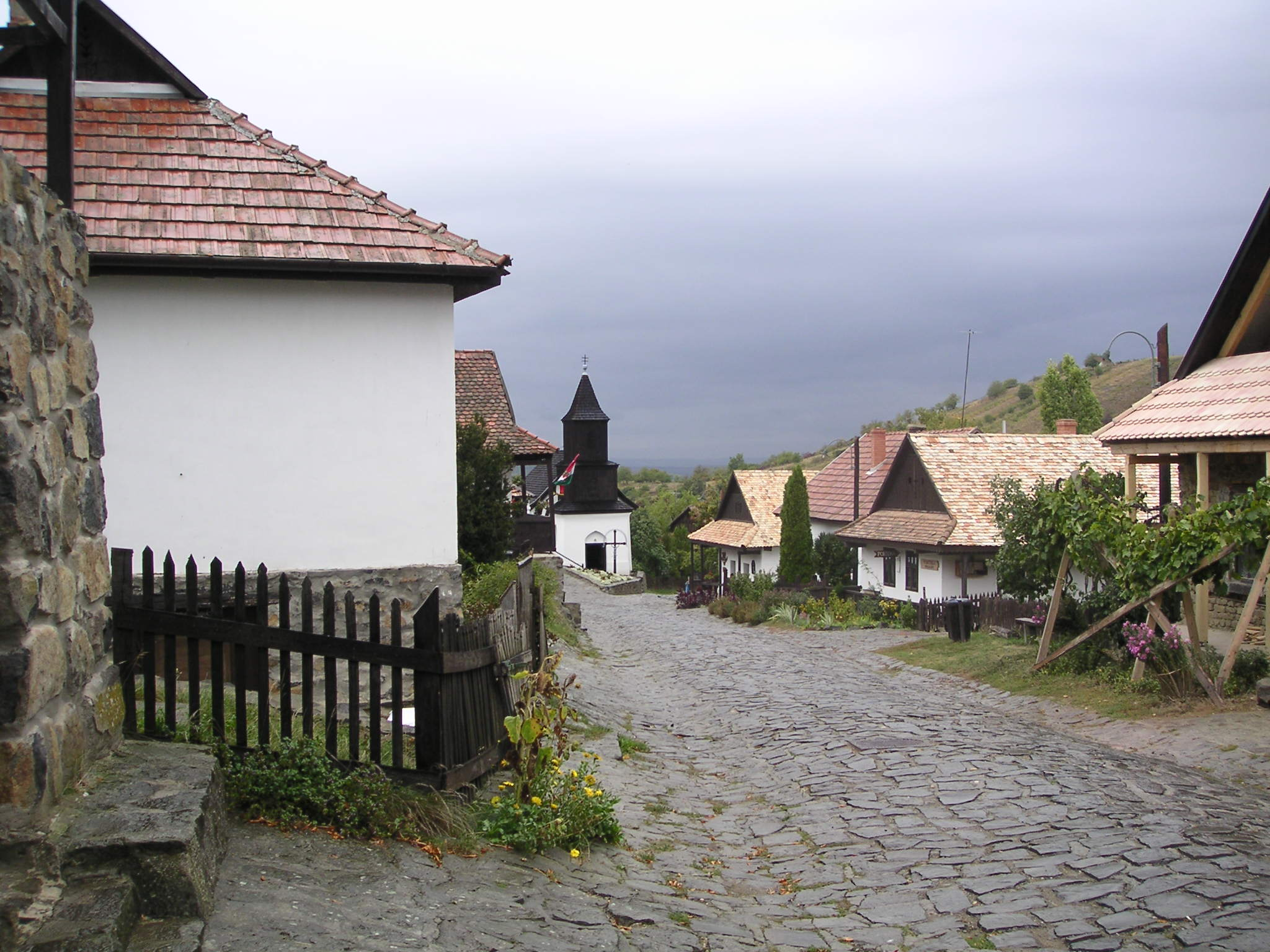
Hollókő
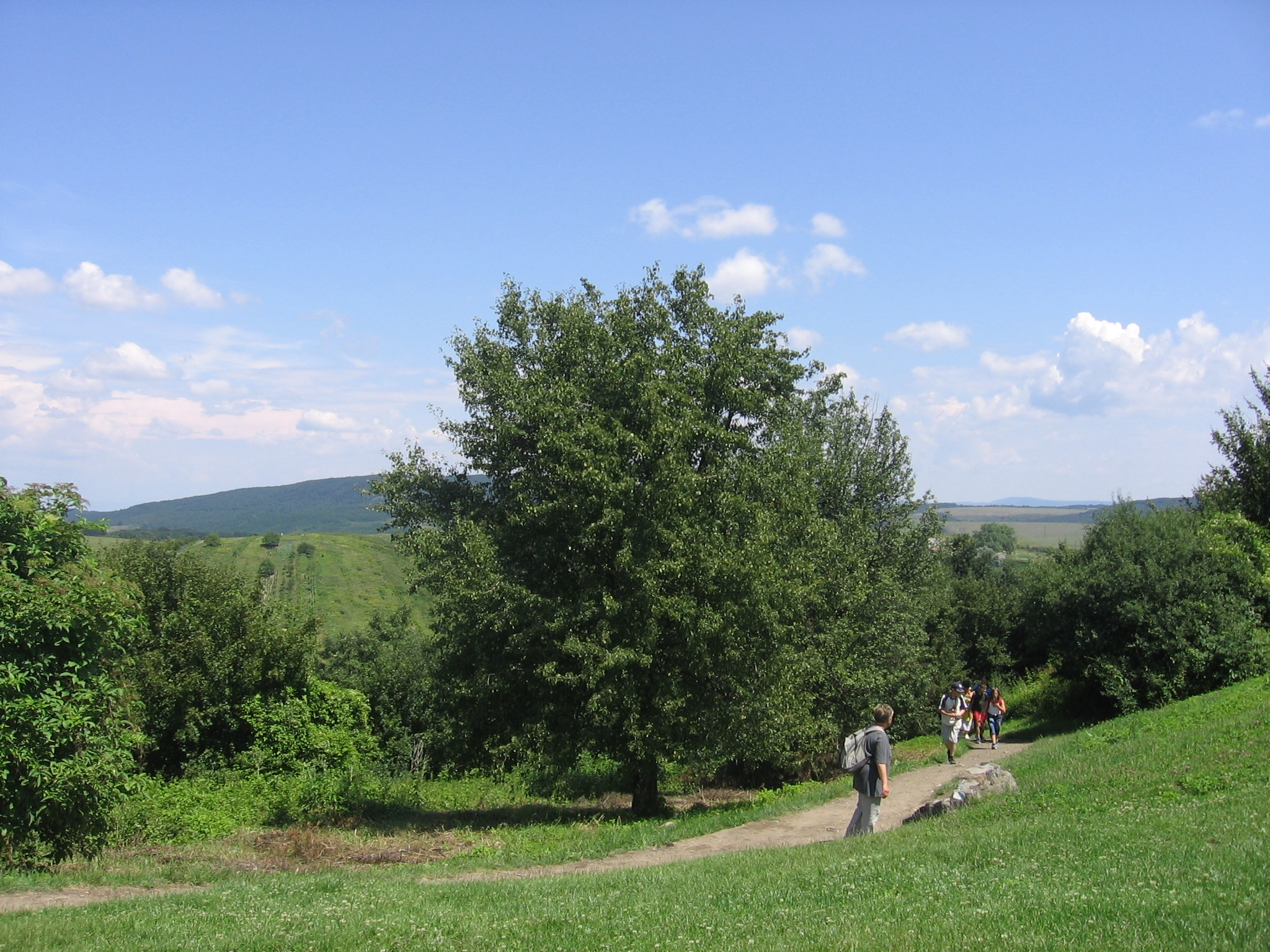
Hollókői Tájvédelmi Körzet

## Más települések
- Bánk – Bánki-tó
- Buják
  - Bujáki várrom

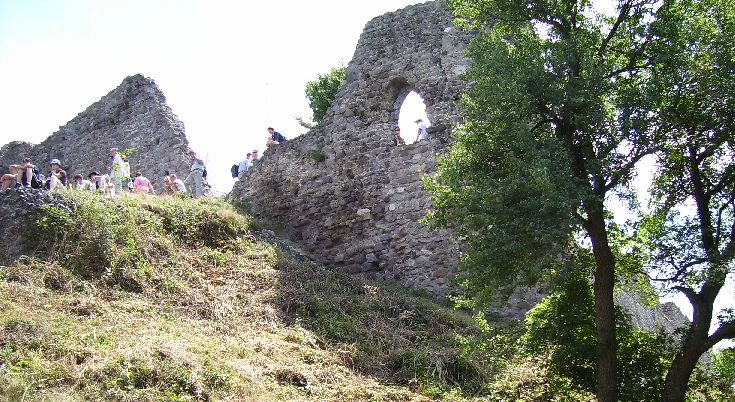
Drégelyvár romjai

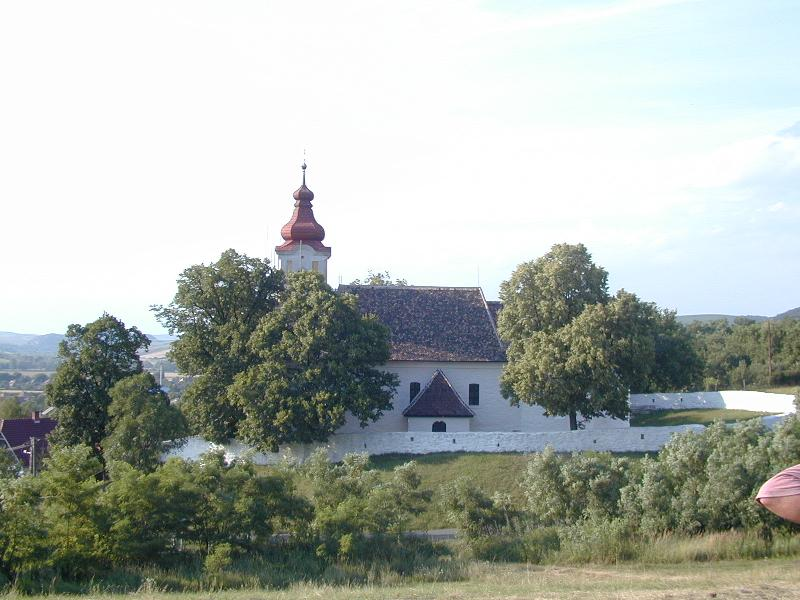
Tar gótikus temploma

  - Kálvária-hegy és Szent Anna kápolna
  - Kesely-rét
- Csesztve - Madách-kúria és park
- Drégelypalánk – Drégely vára
- Horpács - Szontágh-kúria és park
- Ipolytarnóc – őslénymaradványok, szabadtéri park
- Karancsság – katolikus templom
- Mátraverebély
  - Katolikus templom (gótikus)
  - Szentkúti katolikus templom és Szűz Mária-kegyhely, remetebarlangok
- Mohora
  - Zichy-Vay-kastély
  - Mauks-kúria (Mikszáth-emlékhely) és Mikszáth fája
  - Tolnay Klári egykori háza és múzeuma
  - Láp
- Nógrád – Nógrádi várrom
- Romhány
  - Rákóczi-emlékfa
  - Vér-hegy
  - Kók-hegy
  - Turul-emlékmű
  - Angol-kert
  - Tájház
- Szente – Babakiállítás
- Szanda – Szandai várrom, Várhegy
- Tar
  - Katolikus templom (román-gótikus stílusú)
  - Buddhista sztúpa
- Tereske – katolikus templom (gótikus)

## Településen kívüli látnivalók
- Hollókői Tájvédelmi Körzet
- Karancs-Medves Tájvédelmi Körzet